# Rezerwat Narodowy Pacaya-Samiria
Rezerwat Narodowy Pacaya-Samiria (Reserva Nacional Pacaya Samiria) – rezerwat położony w Peru, w Amazonii, regionie Loreto.
Rezerwat Narodowy Pacaya-Samiria jest największym obszarem chronionym na terenie Peru. Uważany jest za drugi co do wielkości na obszarze Amazonii oraz czwarty w Ameryce Południowej. Został założony 4 lutego 1982 roku. Znajduje się w granicach prowincji Loreto, Requena, Ucayali i Alto Amazonas. Powierzchnia rozciąga się na obszarze ok. 2 mln hektarów.
Rezerwat ma stanowić ochronę dla peruwiańskiego dorzecza Amazonki, jego zróżnicowanego ekosystemu lasów tropikalnych, fauny i flory. Poważnym zadaniem jest pogodzenie możliwości korzystania z parku przez ludność miejscową oraz ruch turystyczny.

## Flora
Flora rezerwatu jest typowa dla lasów tropikalnych. Ustalono obecność ok. 900 gatunków roślin, z tego liczne storczyki. Największą jego część porastają palmy, wśród których powszechnie występuje maurycja giętka (Mauritia flexuosa). Jeśli chodzi o gatunki użytkowe, to znajdują się tam: cedrzyk wonny (Cedrella odorata), chinowiec (Chinchona officinalis), mahoniowiec, kakaowiec właściwy (Theobroma cacao).

## Fauna
Fauna jest silnie zróżnicowana. Przykładowo, liczbę gatunków ssaków oblicza się na ok. 132, przeważnie gryzoni i małp. Zarejestrowano ok. 330 gatunków ptaków. Gady i płazy liczą ok. 150 gatunków. Jeśli chodzi o ryby, to oblicza się ich liczebność na ok. 220 gatunków. W dorzeczu Amazonki bytują arapaima (Arapaima gigas), manat rzeczny (Trichechus inunguis), inia amazońska (Inia geoffrensis), sotalia amazońska (Sotalia fluviatilis).
Spośród gatunków zagrożonych wyginięciem szczególnie cenne są czepiak belzebub (Ateles belzebuth), czepiak czarny peruwiański (Ateles chamek), wełniak brunatny (Lagothrix lagotricha) oraz arirania amazońska (Pteronura brasiliensis).